# النظائر البيئية
النظائر البيئية هي مجموعة فرعية من النظائر المشعة، سواء كانت مستقرة أو مشعة، والتي هي جزء من جيوكيمياء النظائر. تُستخدم أساسًا كأدوات استشفاف لمعرفة كيفية تحرك الأشياء حولها داخل نظام الغلاف الجوي المحيطي، وداخل المناطق الأحيائية الأرضية، وداخل سطح الأرض، وبين هذه المجالات الواسعة.

## جيوكيمياء النظائر
يتم تحديد العناصر الكيميائية من خلال عدد البروتونات الخاصة بهم، ولكن يتم تحديد كتلة الذرة بعدد البروتونات والنيوترونات في النواة. النظائر هي ذرات تتكون من عنصر محدد، ولكن لها أعداد مختلفة من النيوترونات وبالتالي تختلف في أعداد كتلتها. تختلف النسبة بين نظائر عنصر ما اختلافًا طفيفًا في العالم، لذلك من أجل دراسة تغيرات النسبة النظيرية في جميع أنحاء العالم، يتم تعريف التغييرات في نسب النظائر على أنها انحرافات عن المعيار، مضروبة في 1000. هذه الوحدة هي «نسبة ألفية». كمتعارف تكون النسبة بين النظير الأثقل إلى النظير الأدنى.
{\displaystyle \delta {\ce {^{13}C}}=\left({\frac {\left({\frac {{\ce {^{13}C}}}{{\ce {^{12}C}}}}\right)_{sample}}{\left({\frac {{\ce {^{13}C}}}{{\ce {^{12}C}}}}\right)_{standard}}}-1\right)\times 1000} ‰